# 관교어린이도서관
관교어린이도서관은 인천광역시 미추홀구 소재의 어린이 도서관이다.

## 연혁
- 2009년 10월 6일 개관.
- 2011년 1월 4일 야간 연장 운영.

## 이용 안내
- 평일, 토요일: 오전 10시 ~ 오후 10시
- 일요일: 오전 10시 ~ 오후 6시

휴관일
- 월요일
- 법정 공휴일